# فرودگاه بین‌المللی هانگجو ژیاشان
فرودگاه بین‌المللی هانگجو ژیاشان (به انگلیسی: Hangzhou Xiaoshan International Airport) یک فرودگاه همگانی مسافربری با کد یاتا HGH است که یک باند فرود بتن دارد و طول باند آن ۳۶۰۰ متر است. این فرودگاه در شهر هانگژو کشور چین قرار دارد و در ارتفاع ۷ متری از سطح دریا واقع شده‌است.